# Лауниц, Эдуард Шмидт фон дер
Николаус Карл Эдуард Шмидт фон дер Лауниц (нем. Nikolaus Karl Eduard Schmidt von der Launitz; 1797—1869) — немецкий скульптор и искусствовед.

## Биография
Родился 23 ноября 1797 года в городе Гробиня Курляндской губернии в лютеранской семье балтийских немцев и был самым младшим из девяти детей.
После смерти родителей, в 1809 году, попал в воспитательное учреждение в коммуне Вечелде герцогства Брауншвейг. В 1815 году он начал изучать юриспруденцию в Гёттингенском университете, так как его опекун желал обеспечить ему дипломатическую карьеру. Однако Лауница больше интересовало искусство и его история. Поэтому в 1816 году он бросил университет и перебрался в Рим, где жил в тамошней колонии художников. Вскоре он стал учеником датского скульптора Бертеля Торвальдсена. Его первой самостоятельной работой в 1820 году стал памятник Битвы народов при Лейпциге, посвященная погибшему брату.
В 1829 году Эдуард Лауниц перенес несколько ударов судьбы — в течение нескольких часов умерли его жена (был женат с 1823 года) и сын. Он принял решение со своими тремя оставшимися детьми вернуться в Германию и поселился во Франкфурте-на-Майне, где он до самой смерти жил и работал. Помимо своей художественной деятельности он работал как педагог — преподавал в Штеделевский художественный институт во Франкфурте, а также в Академии искусств в Дюссельдорфе. Свои лекции он читал в течение 30 лет, также издал ряд культурно-исторических эссе. В 1839 году Лауниц женился на Therese von Soiron из Мангейма, овдовев второй раз в 1861 году.
Похоронен на Франкфуртском главном кладбище, где имелось много его работ, в частности мавзолей Рейхенбах-Лессоницев.

## Труды
Эдуардом Лауницем выполнено много художественных произведений. Один из его монументов — памятник Якову Жуиллетту во Франкфурте-на-Майне (установлен в 1837 году). В 1806 году по приказу Наполеона в городе начали сносить крепости и городские укрепления. Жуиллетт, который руководил этими работами, предложил взамен стен на освобождающемся пространстве организовать бульвары. Работы длились пять лет и, хорошо принятый горожанами Жуилетт, стал обер-бургомистром Франкфурта, оставаясь им до самой смерти в 1815 году. Колонну памятника венчает бюст Жуиллета, а в средней её части находятся бронзовые горельефы, показывающие происходившие этапы работ.
- Некоторые работы